# Arista Records
Arista Records é uma gravadora norte-americana. Pertencente à Sony e até seu fechamento operado pela RCA Music Group, foi criado em 1974 por Clive Davis, que anteriormente havia trabalhado para a CBS. Foi dissolvida pela  RCA Victor em 7 de outubro de 2011, juntamente com a Jive e a J Records, e revivida em junho de 2018. 
O fechamento em 2011 ocorreu devido à reestruturação no conjunto de gravadoras da empresa; todos os artistas das três editoras passaram a lançar trabalhos pela RCA Records. Como exemplo, a Arista Records promoveu discos de nomes da música popular canadense, como Avril Lavigne em seus CDs Let Go e Under My Skin. A gravadora promoveu muitos artistas, como Dido, Whitney Houston, Barry Manilow, Avril Lavigne, Air Supply, Sarah McLachlan, Daryl Hall & John Oates, Becky G e muitos.
Em junho de 2018, a gravadora foi revivida pela Sony Music, com David Massey (ex-presidente/CEO da Island Records) na liderança.